# احمد الاسطه
احمد الاسطه (عربی: أحمد الأسطة؛ زادهٔ ۷ اکتبر ۱۹۶۸) کشتی‌گیر اهل سوریه بود.
وی در مسابقات کشوری و بین‌المللی در مجموع برندهٔ ۱ مدال طلا، ۲ مدال نقره، ۱ مدال برنز شده‌است.